# Vouraïkos

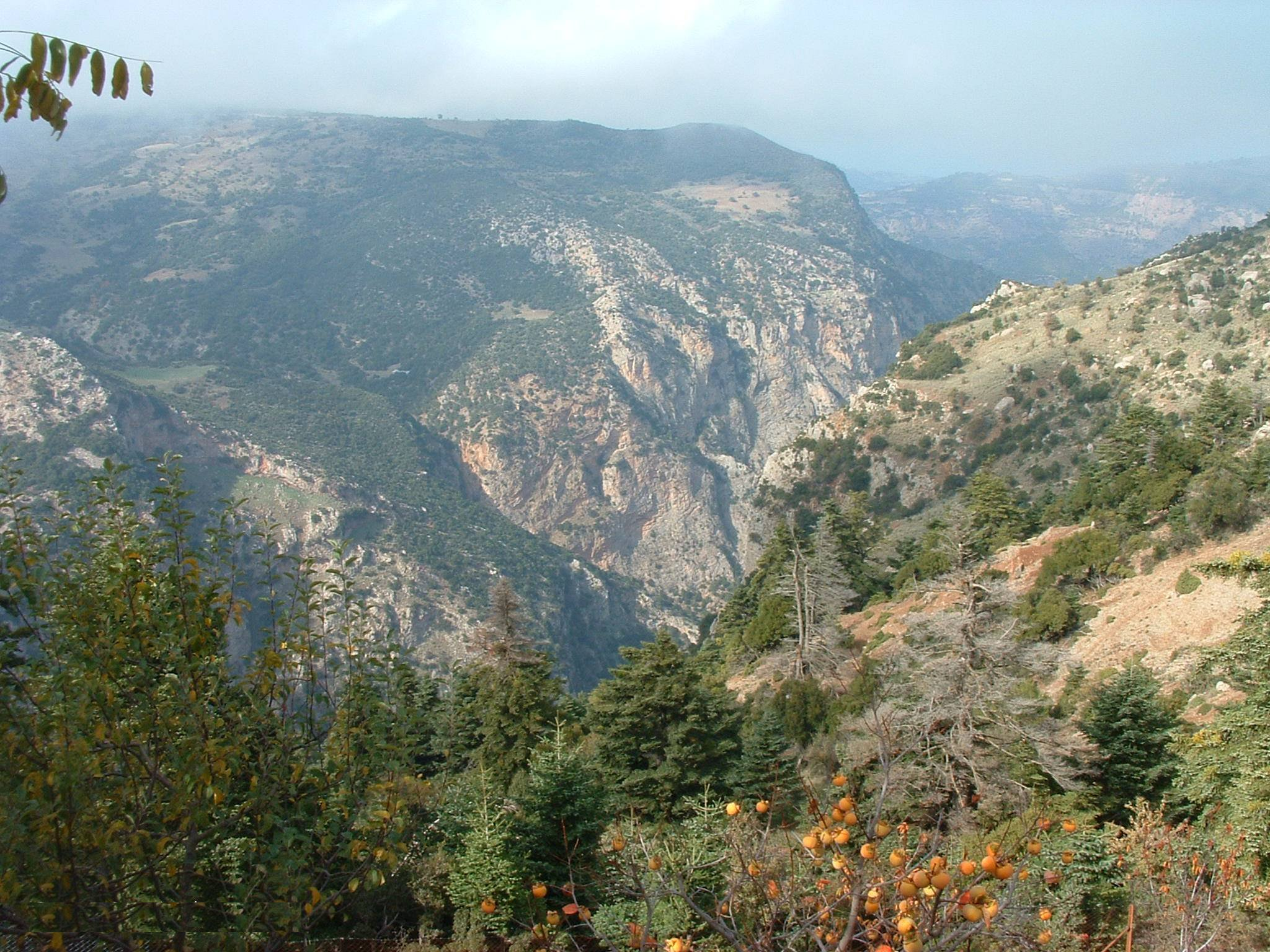
De Vouraïkos-kloof ...

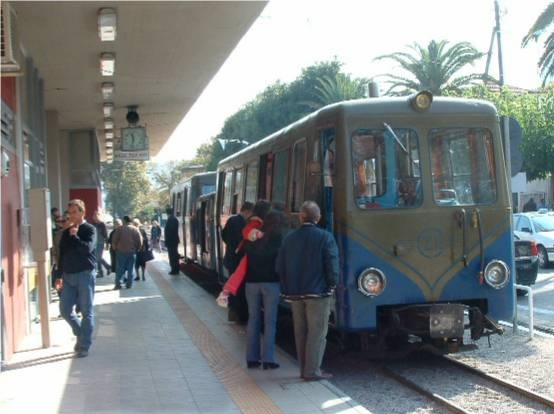
Het Vouraïkos-treintje in het station van Diakofto

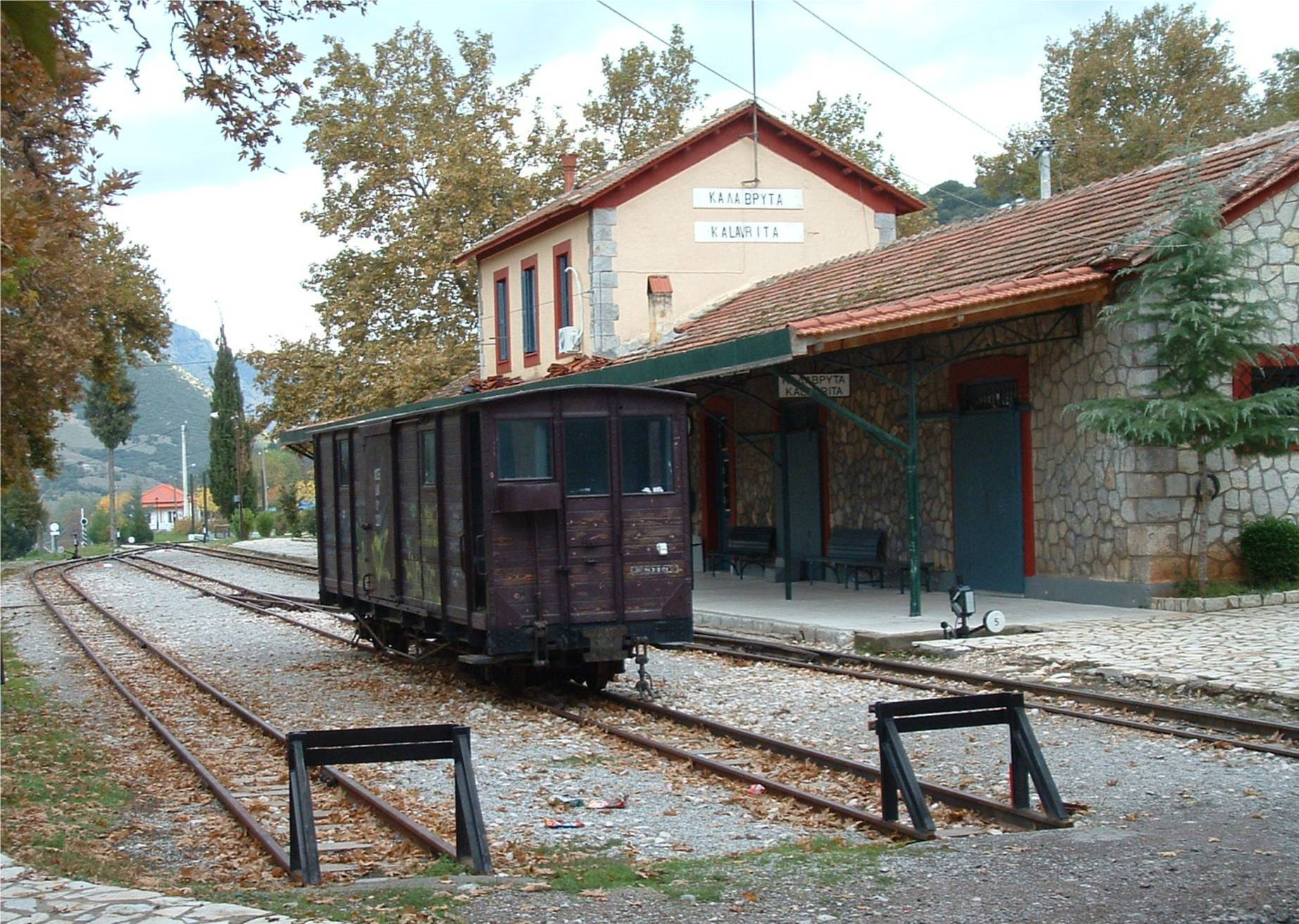
Eindpunt van de spoorlijn: het station van Kalávryta

De Vouraïkos (Grieks: Βουραϊκός) is een Griekse rivier in het deel van de Peloponnesos dat tegenwoordig bij de regio West-Griekenland hoort (in de nomos Achaea). De rivier is circa 50 kilometer lang en ontspringt in de buurt van het dorp Aroanía, stroomt dan in hoofdzakelijk noordelijke richting voorbij het bergstadje Kalavryta om uit te monden in de Golf van Korinthe, even ten westen van de stad Diakofto. Vooral in zijn benedenloop heeft de rivier een spectaculaire kloof uitgesleten. 

## Spoorlijn
Tussen de steden Diakofto en Kalavryta loopt een spectaculaire smalspoorverbinding door de Vouraïkos-kloof. Het station van het kustplaatsje Diakofto geeft aansluiting met de hoofdlijn Athene – Korinthe – Patras. Wanneer het dieseltreintje vertrekt in Diakoftó, begint het aan een fikse klim van 700 m, over een afstand van nauwelijks 23 km. Op dit traject worstelt het zich in ± 70 minuten door een overweldigend berglandschap. De spoorlijn werd tussen 1889 en 1896 aangelegd door een Italiaanse maatschappij, met de bedoeling erts uit de streek van Kalavryta te halen. Een van de originele stoomlocomotieven, die in 1959 werden op rust gesteld, valt te bewonderen in het station van Diakoftó.
Het enige tussenstation is in Zachlorou, een aardig bergdorp van waaruit men een tocht naar het klooster Mega Spileo kan beginnen.
Eindpunt van de reis is het schilderachtige stadje Kalavryta, van waaruit men een ander beroemd klooster, dat van Agia Lavra kan bereiken.